# 2013.
◄ | 20. stoljeće | 21. stoljeće | 22. stoljeće | ►
◄ | 1980-ih | 1990-ih | 2000-ih | 2010-ih | 2020-ih | 2030-ih | 2040-ih | ►
◄◄ | ◄ | 2010. | 2011. | 2012. | 2013. | 2014. | 2015. | 2016. | ► | ►►
Arhitektura • Astronautika • Astronomija • Biologija • Film • Fotografija • Glazba • Kazalište • Kemija • Kiparstvo • Knjige • Književnost • Kršćanstvo • Meteorologija • Medicina • Planinarstvo • Politika • Pravo • Promet • Slikarstvo • Strip • Šport • Televizija • Znanost • Zrakoplovstvo • Željeznički promet

## Događaji

### Siječanj
- 4. siječnja – U uvali kod mjesta Ljubač, u podvelebitskom kraju, zadarski arheolozi pronašli su antičku tvornicu keramike. Uz radionicu je pronađeno i pristanište odakle se keramika prevozila po Sredozemlju.
- 4. siječnja – Održana je utrka ženskog slaloma Svjetskog skijaškog kupa na zagrebačkom Sljemenu. Snježnom kraljicom postala je Amerikanka Mikaela Shiffrin.
- 23. siječnja – U Katalonskom parlamentu donesena Deklaracija o suverenosti i pravu na određenje naroda Katalonije.

### Veljača
- 2. veljače – Prosvjedi u Vukovaru protiv uvođenja ćiriličnih natpisa.
- 15. veljače – Eksplozija meteorita nad ruskim gradom Čeljabinsk.
- 28. veljače – Papa Benedikt XVI. u 20 h iz zdravstvenih razloga povukao se s dužnosti poglavara Rimokatoličke crkve. Postao je tako prvi papa koji je abdicirao nakon Grgura XII. 1415., te prvi koji je to učinio dobrovoljno nakon Celestina V. 1294.

### Ožujak
- 4. ožujka – Građanski rat u Siriji
- 13. ožujka – Izabran novi, 266. poglavar Rimokatoličke crkve: kardinal Jorge Mario Bergoglio (nadbiskup Buenos Airesa) koji je uzeo crkveno ime Papa Franjo. On je prvi papa iz Južne Amerike.

### Travanj
- 30. travnja – Nizozemska kraljica Beatrix abdicirala, prijestolje nasljeđuje njezin najstariji sin Willem-Alexander.

### Svibanj
- 8. svibnja – Ustavni sud Španjolske suspendirao Deklaraciju o suverenosti i pravu na određenje naroda Katalonije.
- 19. svibnja – Održani su lokalni izbori u Hrvatskoj.
- 22. svibnja – Island odustao od pristupanja Europskoj uniji.
- 25. svibnja – Mario Mandžukić postao prvi hrvatski nogometaš koji je postigao pogodak u finalu Lige prvaka.
- 29. svibnja – Haaški sud je nepravomoćnom odlukom u prvostupanjskom procesu osudio hrvatske generale iz BiH: Jadranka Prlića na 25 godina zatvora; Brunu Stojića, Milivoja Petkovića i Slobodana Praljka na 20 godina; Valentina Ćorića na 16 godina; Berislava Pušića na 10 godina.
- 30. svibnja – Haaški sud je oslobodio čelnike srbijanske sigurnosne službe Jovicu Stanišića i Franka Simatovića.
- 31. svibnja – Asteroid 1998 QE2 prošao pored Zemlje s udaljenosti od oko 5,8 milijuna kilometara.

### Lipanj
- 1. lipnja – Šibenik zatresao potres jačine 2,5 po Richteru.
- 14. lipnja – Island je prekinuo postupak za prijam u Europsku uniju.
- 15. lipnja – Osnovan je Bosanskohercegovački vaterpolski savez.
- 29. lipnja – Papa Franjo objavio encikliku Lumen fidei.

### Srpanj
- 1. srpnja – Republika Hrvatska postala je 28. članica Europske unije.
- 1. srpnja – Otvoren New Century Global Centre, najveća zgrada na svijetu.
- 3. srpnja – U državnom udaru svrgnut egipatski predsjednik Mohamed Mursi.
- 13. srpnja – Održan završni turnir prvog izdanja Red Bull Sidruna.

### Kolovoz
- 15. kolovoza – Otkriven olinguito, potpuno nova vrsta sisavca.

### Rujan
- 1. rujna – Velški napadač Gareth Bale prešao je iz Tottenhama u Real Madrid za 100 000 000 eura, što je najskuplji nogometni i športski transfer svih vremena.

### Listopad
- 23. listopada – Poginula je glumica Dolores Lambaša u Slavonskom Brodu.
- 29. listopada – Svečano je otvoren Marmaray, najdublji željeznički tunel na svijetu.

### Prosinac
- 1. prosinca – U Republici Hrvatskoj održan je narodni ustavotvorni referendum na kojem su glasači izravno odlučili (65.87% glasova) da se u Ustav upiše odredba po kojoj se brak određuje kao životna zajednica muškarca i žene.
- 14. prosinca – Kina uspješno spustila rover na Mjesec postavši tako treća zemlja kojoj je to uspjelo, nakon SAD-a i SSSR-a. Ovo je prva misija na Mjesec nakon sovjetske 1976. godine.

### Športski događaji
- Svjetsko prvenstvo u rukometu – Španjolska 2013.
- FIFA Konfederacijski kup 2013.
- XVII. Mediteranske igre – Mersin 2013.
- Ljetna univerzijada 2013.
- Svjetsko prvenstvo u vaterpolu 2013.
- Europsko prvenstvo u košarci – Slovenija 2013.

## Obljetnice i godišnjice
- 520. godišnjica Krbavske bitke
- 460. godišnjica smrti hrvatskog renesansnog pjesnika i dramatika Hanibala Lucića
- 355. godišnjica smrti hrvatskog baroknog pjesnika Ivana Bunića Vučića
- 222. godišnjica praizvedbe opere Čarobna frula austrijskog skladatelja Wolfganga Amadeusa Mozarta
- 200. godišnjica rođenja i 120. godišnjica smrti hrvatskog književnika i političara Ljudevita Vukotinovića
- 190. godišnjica rođenja hrvatskog političara, publicista, književnika Ante Starčevića
- 140. godišnjica rođenja hrvatskog povjesničara, književnika i političara Rudolfa Horvata
- 140. godišnjica rođenja jednog od najvećih hrvatskih arhitekata secesije Rudolfa Lubynskog
- 130. godišnjica rođenja hrvatskog kipara, arhitekta i književnika Ivana Meštrovića
- 90. godišnjica smrti hrvatske skladateljice Dore Pejačević
- 70. godišnjica smrti hrvatskog kipara Ive Lozice
- 22. godišnjica napada na Dubrovnik i početka obrane Dubrovnika
- 20. godišnjica Operacije Medački džep

## Rođenja
- 22. srpnja – Princ George od Cambridgea

## Smrti

### Siječanj
- 1. siječnja – Patti Page, američka pop-pjevačica i glumica (* 1927.)
- 1. siječnja – Ante Dražančić, hrvatski liječnik (* 1928.)
- 2. siječnja – Ljubo Nikolić, hrvatski novinar (* 1923.)
- 4. siječnja – Zoran Žižić, crnogorski političar (* 1951.)
- 4. siječnja – Tony Lip, američki glumac (* 1930.)
- 5. siječnja – Lujo Medvidović, hrvatski književnik i odvjetnik (* 1950.)
- 5. siječnja – Vladimir Šenauer, hrvatski nogometaš (* 1930.)
- 11. siječnja – Aaron Swartz, član Internetske kuće slavnih (* 1986.)
- 25. siječnja – Rade Bulat, hrvatski narodni heroj, partizan (* 1920.)
- 28. siječnja – Anđela Potočnik, hrvatska folklorna umjetnica (* 1933.)
- 29. siječnja – Nikola Ćubela, hrvatski umjetnik, dugogodišnji ravnatelj Zagrebačkog kazališta lutaka (* 1946.)
- 29. siječnja – Nikola Martić, hrvatski pjesnik (* 1938.)
- 30. siječnja – Luka Tripković, hrvatski novinar i publicist (* 1947.)

### Veljača
- 1. veljače – Robin Sachs, engleski glumac (* 1951.)
- 3. veljače – Zlatko Papec, hrvatski nogometaš (* 1934.)
- 7. veljače – Krsto Papić, hrvatski redatelj (* 1933.)
- 8. veljače – Josif Tatić, srbijanski glumac (* 1946.)
- 8. veljače – Boris Festini, hrvatski glumac (* 1930.)
- 13. veljače – Ivan Večenaj, hrvatski slikar i književnik (* 1920.)
- 14. veljače – Reeva Steenkamp, južnoafrička manekenka (* 1983.)
- 16. veljače – Tony Sheridan, engleski pjevač, gitarist i tekstopisac (* 1940.)
- 16. veljače     – Dražen Boić, hrvatski pijanist i skladatelj (* 1931.)[1]
- 17. veljače – Mindy McCready, američka country pjevačica (* 1975.)
- 17. veljače – Richard Briers, engleski glumac (* 1934.)
- 17. veljače – Milan Gvero, general Vojske Republike Srpske (* 1937.)
- 19. veljače – Joaquín Cordero, meksički glumac (* 1923.)
- 19. veljače – Lou Myers, američki glumac (* 1935.)
- 25. veljače – Đuro Utješanović, hrvatski glumac (* 1940.)
- 25. veljače – Milan Velimirović, srbijanski šahist (* 1952.)
- 25. veljače – Carmen Montejo, kubansko-meksička glumica (* 1925.)
- 26. veljače – Višnja Machiedo, hrvatska esejistica, prevoditeljica i kritičarka (* 1940.)
- 27. veljače – Mario Perušina, hrvatski snimatelj (* 1934.)
- 27. veljače – Dale Robertson, američki glumac (* 1923.)
- 28. veljače – DJ Ajax, australski glazbenik (* 1971.)

### Ožujak
- 1. ožujka – Bonnie Franklin, američka glumica (* 1944.)
- 5. ožujka – Hugo Chávez, venezuelanski političar i državnik (* 1954.)
- 6. ožujka – Chorão, brazilski pjevač i glazbenik (* 1970.)
- 7. ožujka – Damiano Damiani, talijanski scenarist, filmski redatelj (* 1922.)
- 14. ožujka – Toni Marošević, hrvatski novinar, urednik i radijski voditelj (* 1945.)
- 16. ožujka – Frank Thornton, engleski glumac (* 1921.)
- 17. ožujka – Šimun Seletković, hrvatski glazbenik, skladatelj, dirigent (* 1917.)
- 20. ožujka – Nora Šitum, hrvatska djevojčica (* 2007.)
- 21. ožujka – Robert Komen, hrvatski dopredsjednik Hrvatskog nogometnog saveza i predsjednik NK Rijeke (* 1965.)
- 28. ožujka – Richard Griffiths, engleski glumac (* 1947.)
- 28. ožujka – Boris Strel, slovenski skijaš (* 1959.)

### Travanj
- 2. travnja – Jane Henson, američka lutkarica (* 1934.)
- 3. travnja – Mariví Bilbao, španjolska glumica (* 1930.)
- 4. travnja – Roger Ebert, američki filmski kritičar i novinar (* 1942.)
- 5. travnja – Regina Bianchi, talijanska glumica (* 1921.)
- 6. travnja – Veljko Despotović, srbijanski scenograf (* 1931.)
- 6. travnja – Bigas Luna, španjolski filmski redatelj (* 1946.)
- 8. travnja – Margaret Thatcher, britanska političarka (* 1925.)
- 8. travnja – Annette Funicello, američka glumica (* 1942.)
- 8. travnja – Sara Montiel, španjolska pjevačica i glumica (* 1928.)
- 10. travnja – Aleksandar Kozlina, srbijanski nogometaš (* 1938.)
- 11. travnja – Maria Tallchief, američka balerina (* 1925.)
- 11. travnja – Jonathan Winters, američki glumac i komičar (* 1925.)
- 15. travnja – Richard LeParmentier, američki glumac (* 1946.)
- 17. travnja – Deanna Durbin, američka glumica (* 1921.)
- 19. travnja – Allan Arbus, američki glumac (* 1918.)

### Svibanj
- 1. svibnja – Milan Tomić Šerif, hrvatski kazališni djelatnik, svestrani pirotehničar, planinar i antifašistički borac (* 1929.)
- 2. svibnja – Ivan Turina, hrvatski nogometni vratar (* 1980.)
- 3. svibnja – Branko Vukelić, hrvatski političar (* 1958.)
- 6. svibnja – Giulio Andreotti, talijanski političar (* 1919.)
- 7. svibnja – Ray Harryhausen, američki filmski producent (* 1920.)
- 7. svibnja – Aubrey Woods, britanski glumac (* 1928.)
- 7. svibnja – Mato Ergović, hrvatski glumac (* 1927.)
- 8. svibnja – Josip Juras, hrvatski političar (* 1944.)
- 8. svibnja – Jeanne Cooper, američka glumica (* 1928.)
- 13. svibnja – Joyce Brothers, američka psihologinja i glumica (* 1927.)
- 16. svibnja – Paul Shane, engleski glumac i komičar (* 1940.)
- 17. svibnja – Jorge Rafael Videla, argentinski vojni diktator (* 1925.)
- 20. svibnja- Ray Manzarek, američki glazbenik (* 1939.)
- 20. svibnja – Zdenka Korošec, hrvatska novinarka (* 1932.)
- 22. svibnja – Andrea Gallo, talijanski svećenik (* 1928.)
- 23. svibnja – Georges Moustaki, francuski pjevač (* 1934.)
- 23. svibnja – James Sisnett, najstarija osoba otoka Barbadosa (* 1900.)
- 24. svibnja – Antonio Puchades, španjolski nogometaš (* 1925.)
- 26. svibnja – Irena Golub, natjecateljica hrvatskog reality showa MasterChef (* 1985.)
- 29. svibnja – Dragan Banović, hrvatski fotograf, osnivač Dubrovačke televizije (* 19??)

### Lipanj
- 1. lipnja – Jelena Genčić, jugoslavenska tenisačica (* 1936.)
- 3. lipnja – Frank Lautenberg, američki političar (* 1924.)
- 9. lipnja – Iain Banks, škotski pisac (* 1954.)
- 12. lipnja – Jiroemon Kimura, najstariji živući muškarac u povijesti (* 1897.)
- 16. lipnja – Josip Kuže, hrvatski nogometaš i nogometni trener i izbornik (* 1952.)
- 18. lipnja – Cvijeta Job, hrvatska likovna umjetnica (* 1924.)
- 19. lipnja – James Gandolfini, američki glumac (* 1961.)
- 21. lipnja – Alen Pamić, hrvatski nogometaš (* 1989.)
- 22. lipnja – Zoran Kravar, hrvatski književnik (* 1948.)
- 22. lipnja – Veljko Barbieri, hrvatski turistički menadžer i osnivač ACI nautičkih marina na Jadranu (* 1929.)
- 25. lipnja – Božidar Novak, hrvatski novinar, urednik, publicist (* 1924.)
- 27. lipnja – Stefano Borgonovo, talijanski nogometaš (* 1964.)

### Srpanj
- 2. srpnja – Fawzia Egipatska, egipatska princeza (* 1921.)
- 2. srpnja – Douglas Engelbart, američki izumitelj (* 1925.)
- 3. srpnja – Roman Bengez, slovenski nogometaš (* 1964.)
- 9. srpnja – Željko Malnar, hrvatski pustolov, putopisac, TV voditelj (* 1944.)
- 9. srpnja – Ivo Škopljanac, hrvatski športski novinar (* 1950.)
- 13. srpnja – Cory Monteith, kanadski glumac i pjevač (* 1982.)

### Kolovoz
- 11. kolovoza – Eliza Gerner, hrvatska glumica (* 1920.)

### Rujan
- 1. rujna – Zvonko Bušić, hrvatski politički aktivist (* 1946.)
- 23. rujna – Vlatko Marković, bivši predsjednik Hrvatskog nogometnog saveza (* 1937.)

### Listopad
- 1. listopada – Igor Mrduljaš, hrvatski teatrolog i kazališni kritičar (* 1945.)
- 2. listopada – Nevenka Košutić Brozović, hrvatska povjesničarka književnosti (* 1929.)[2]
- 4. listopada – Võ Nguyên Giáp, vijetnamski političar, general i državnik (* 1911.)
- 20. listopada – Jovanka Broz, udovica bivšega jugoslavenskog predsjednika Tita (* 1924.)
- 23. listopada – Dolores Lambaša, hrvatska filmska, televizijska i kazališna glumica (* 1981.)
- 26. listopada – Vinko Coce, hrvatski pjevač (* 1954.)
- 29. listopada – Rudolf Kehrer, ruski pijanist i glasovirski pedagog (* 1923.)

### Studeni
- 2. studenog – Zlatko Crnković, hrvatski prevoditelj i književnik (* 1931.)
- 28. studenog – Mitja Ribičič, slovenski političar i visoki dužnosnik SFRJ (* 1919.)

### Prosinac
- 5. prosinca – Nelson Mandela, južnoafrički političar, borac protiv apartheida i prvi crni predsjednik JAR-a (* 1918.)
- 7. prosinca – Zvjezdan Linić, hrvatski katolički svećenik, franjevac (* 1941.)
- 9. prosinca – Jovo Kapičić, crnogorski vojni, policijski i diplomatski dužnosnik SFRJ (* 1919.)
- 11. prosinca – Vladimir Veselica, hrvatski, političar, ekonomist i hrvatski proljećar (* 1938.)

## Vanjske poveznice
|  | Zajednički poslužitelj ima još gradiva o temi 2013. godina                |
|  | Zajednički poslužitelj ima još gradiva o temi videozapisi iz 2013. godine |

|  | Zajednički poslužitelj ima još gradiva o temi 2013. godina u Hrvatskoj |